# Catubig
Catubig è una municipalità di quarta classe delle Filippine, situata nella Provincia di Northern Samar, nella regione di Visayas Orientale.
Catubig è formata da 47 baranggay:
- Anongo
- Barangay 1 (Pob.)
- Barangay 2 (Pob.)
- Barangay 3 (Pob.)
- Barangay 4 (Pob.)
- Barangay 5 (Pob.)
- Barangay 6 (Pob.)
- Barangay 7 (Pob.)
- Barangay 8 (Pob.)
- Bonifacio
- Boring
- Cagbugna
- Cagmanaba
- Cagogobngan
- Calingnan
- Canuctan

- Claro M. Recto (Lobedico)
- D. Mercader (Bongog)
- Guibwangan
- Hinagonoyan
- Hiparayan
- Hitapi-an
- Inoburan
- Irawahan
- Libon
- Lenoyahan
- Magongon
- Magtuad
- Manering
- Nabulo
- Nagoocan

- Nahulid
- Opong
- Osang
- Osmeña
- P. Rebadulla
- Roxas
- Sagudsuron
- San Antonio
- San Francisco
- San Jose (Hebobollao)
- San Vicente
- Santa Fe
- Sulitan
- Tangbo
- Tungodnon
- Vienna Maria